# 中华锥花
中华锥花（学名：Gomphostemma chinense）为唇形科锥花属下的一个种。